# احمدرضا پهلوی
احمدرضا پهلوی (۱۳۰۴–۱۳۶۰) هشتمین فرزند و پنجمین پسر رضاشاه و دومین فرزندِ رضاشاه از عصمت دولتشاهی بود.
او در ۵ مهر ۱۳۰۴ به دنیا آمد و پس از تحصیلات ابتدایی مشغول تحصیل در مدرسه نظام بود که پس از استعفا و تبعید پدرش در سال ۱۳۲۰ با او به آفریقای جنوبی رفت و در سال ۱۳۲۳ برای ادامه تحصیل به بیروت رفت. وی پس از مرگ رضاشاه به ایران بازگشت.
پس از بازگشت به ایران در سال ۱۳۲۵ ه‍.ش با سیمین‌تاج بهرامی دختر حسین احیاءالسلطنه بهرامی ازدواج کرد که ثمره این ازدواج دو فرزند به نامهای شاهرخ (۱۳۲۶) و شهلا پهلوی (۱۳۲۷) بود. این پیوند در سال ۱۳۳۳ به جدایی انجامید و احمدرضا در سال ۱۳۳۷ ه‍.ش با رزا بزرگ‌نیا دختر محمد بزرگ‌نیا معروف به دانش بزرگ‌نیا (شاعر و نویسنده) ازدواج کرد و از او نیز صاحب سه فرزند به نامهای شاهین پهلوی ، شهرناز پهلوی و پری ناز شد.
احمدرضا در امور اقتصادی، سیاسی و اجتماعی دخالتی نمی‌کرد و کمتر در دربار حاضر می‌شد ولی پس از انقلاب اسلامی ۱۳۵۷ ه‍.ش او نیز به اتفاق خانواده‌اش ایران را ترک کرد و در فرانسه به علت سرطان خون درگذشت.